# کلمبوس (ایندیانا)

موقعیت در ایندیانا

کلمبوس (به انگلیسی: Columbus) شهری در ایالت ایندیانا، ایالات متحده آمریکا است.

## جغرافیا
کلمبوس در موقعیت ۳۹°۱۲′۵۰″ شمالی ۸۵°۵۴′۴۰″ غربی / ۳۹٫۲۱۳۸۹°شمالی ۸۵٫۹۱۱۱۱°غربی قرار گرفته است. این شهر مساحتی در حدود ۶۸٫۳ کیلومتر مربع دارد. در سرشماری سال ۲۰۱۰، جمعیت این شهر ۴۴٬۰۶۱ نفر اعلام شد.